# Axel Janse
Axel Johan Janse (Ärla, 1888. március 18. – Malmö, 1973. augusztus 18.) olimpiai bajnok svéd tornász.
Részt vett az 1912. évi nyári olimpiai játékokon, és tornában a svéd rendszerű csapat összetettben aranyérmes lett.
Klubcsapata a Skara Läroverks IF volt.